# Алі-Сара (Решт)
Алі-Сара (перс. علي سرا) — село в Ірані, у дегестані Белесбене, у бахші Кучесфаган, шагрестані Решт остану Ґілян. За даними перепису 2006 року, його населення становило 173 особи, що проживали у складі 47 сімей.

## Клімат
Середня річна температура становить 14,23 °C, середня максимальна – 27,72 °C, а середня мінімальна – -1,33 °C. Середня річна кількість опадів – 872 мм.
| Клімат поселення                              | Клімат поселення | Клімат поселення | Клімат поселення | Клімат поселення | Клімат поселення | Клімат поселення | Клімат поселення | Клімат поселення | Клімат поселення | Клімат поселення | Клімат поселення | Клімат поселення | Клімат поселення |
| Показник                                      | Січ.             | Лют.             | Бер.             | Квіт.            | Трав.            | Черв.            | Лип.             | Серп.            | Вер.             | Жовт.            | Лист.            | Груд.            |                  |
| Середній максимум, °C                         | 8,36             | 9,88             | 12,82            | 18,66            | 22,39            | 25,30            | 27,72            | 27,48            | 24,57            | 21,05            | 16,21            | 11,70            |                  |
| Середня температура, °C                       | 3,53             | 5,03             | 7,98             | 13,82            | 17,56            | 20,45            | 23,33            | 23,08            | 20,17            | 16,65            | 11,83            | 7,31             |                  |
| Середній мінімум, °C                          | −1,33            | 0,18             | 3,13             | 8,98             | 12,71            | 15,63            | 18,95            | 18,70            | 15,78            | 12,26            | 7,44             | 2,92             |                  |
| Норма опадів, мм                              | 92               | 74               | 74               | 54               | 40               | 25               | 17               | 39               | 84               | 128              | 112              | 133              |                  |
| Середньомісячна швидкість вітру, м/с          | 2.22             | 2.32             | 2.40             | 2.30             | 2.30             | 2.60             | 2.50             | 2.37             | 2.10             | 2.00             | 1.90             | 1.94             |                  |
| Середньомісячна сонячна радіація, кДж/м²·день | 6887             | 9051             | 11182            | 15835            | 20070            | 22516            | 23255            | 19741            | 16227            | 11131            | 8670             | 6654             |                  |
| --------------------------------------------- | ---------------- | ---------------- | ---------------- | ---------------- | ---------------- | ---------------- | ---------------- | ---------------- | ---------------- | ---------------- | ---------------- | ---------------- | ---------------- |
| Джерело:                                      |                  |                  |                  |                  |                  |                  |                  |                  |                  |                  |                  |                  |                  |